# 巴黎葡萄酒博物館
巴黎葡萄酒博物館（法語：Musée du Vin）是位於法國首都巴黎十六區查爾斯·狄更斯廣場的一座博物館，鄰近夏樂宮和埃菲爾鐵塔。開業於1984年。博物館收藏有超過2,000件藏品，包括普通種植、葡萄酒釀造和品酒工具等多個主題的藏品。

## 外部連結

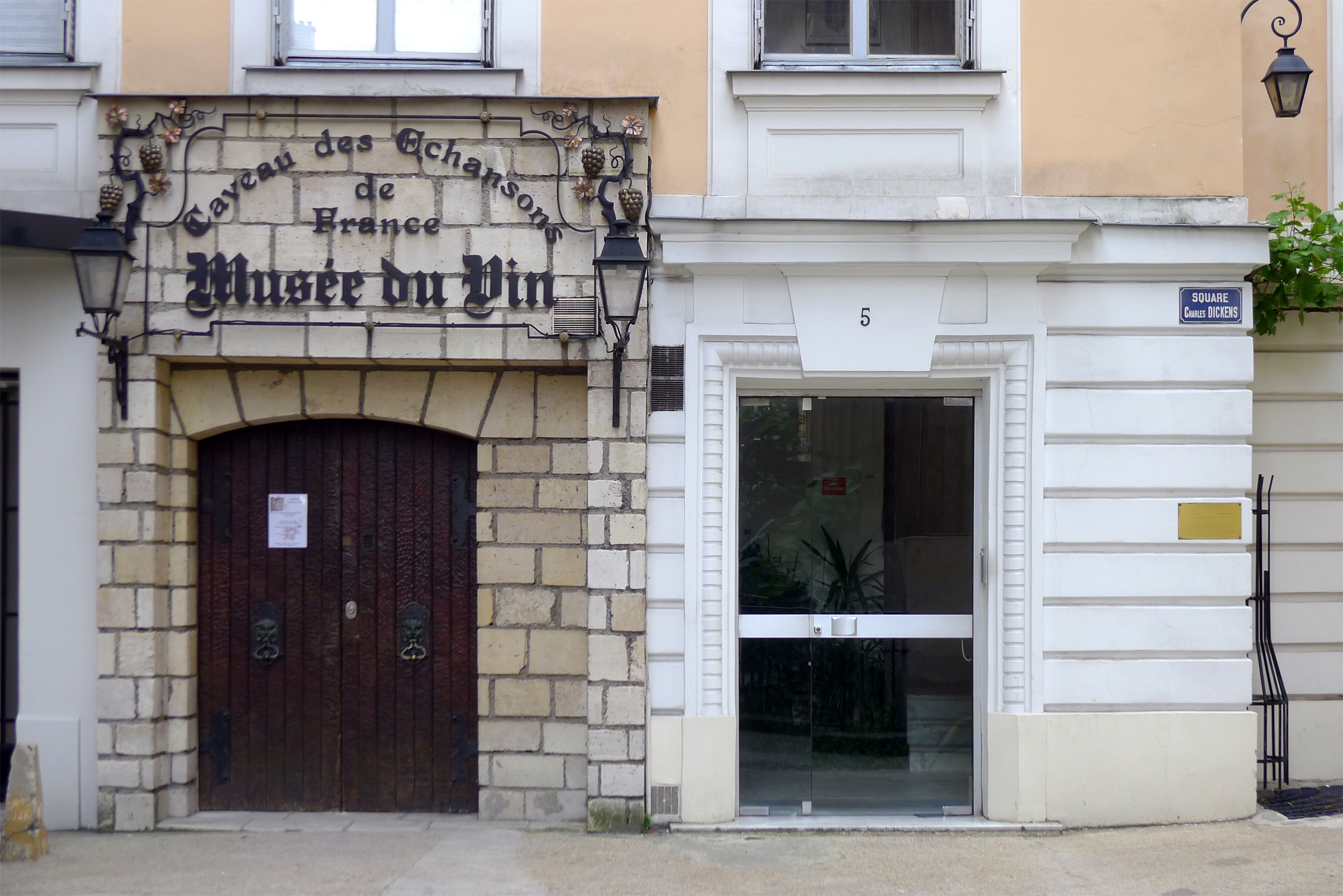

- Musée du Vin Paris website
- Musée du Vin Paris （法文）
- Wine Museum of Paris （英文）